# Obersaxen
Obersaxen est une localité et une ancienne commune suisse du canton des Grisons, située dans la région de Surselva.

## Histoire

Vue aérienne (1970)

Lieu de naissance de Carlo Janka, la commune a fusionné le 1er janvier 2016 avec sa voisine Mundaun pour former la nouvelle entité de Obersaxen Mundaun.